# Sapezal (Paraguaçu Paulista)
Sapezal é um distrito do município brasileiro de Paraguaçu Paulista, no interior do estado de São Paulo. Já foi sede de município entre os anos de 1933 e 1938.

## História

### Origem
O povoado que deu origem ao distrito se desenvolveu ao redor da estação ferroviária da Estrada de Ferro Sorocabana, inaugurada em 23/03/1916.
Entre 01 de novembro de 1922 até final de 1923, imigrantes letões ali desceram, vindos de trem numa viagem de 22 horas, diretamente da Hospedaria do Imigrantes de São Paulo, onde passavam após desembarque do navio que os trouxera da Europa. Da estação de Sapezal, seguiram a pé por 31 quilômetros para uma região entre o que são hoje as cidades de Quatá e Tupã, além do rio do Peixe, onde fundaram a colônia batista leta de Varpa, atual distrito de Tupã.

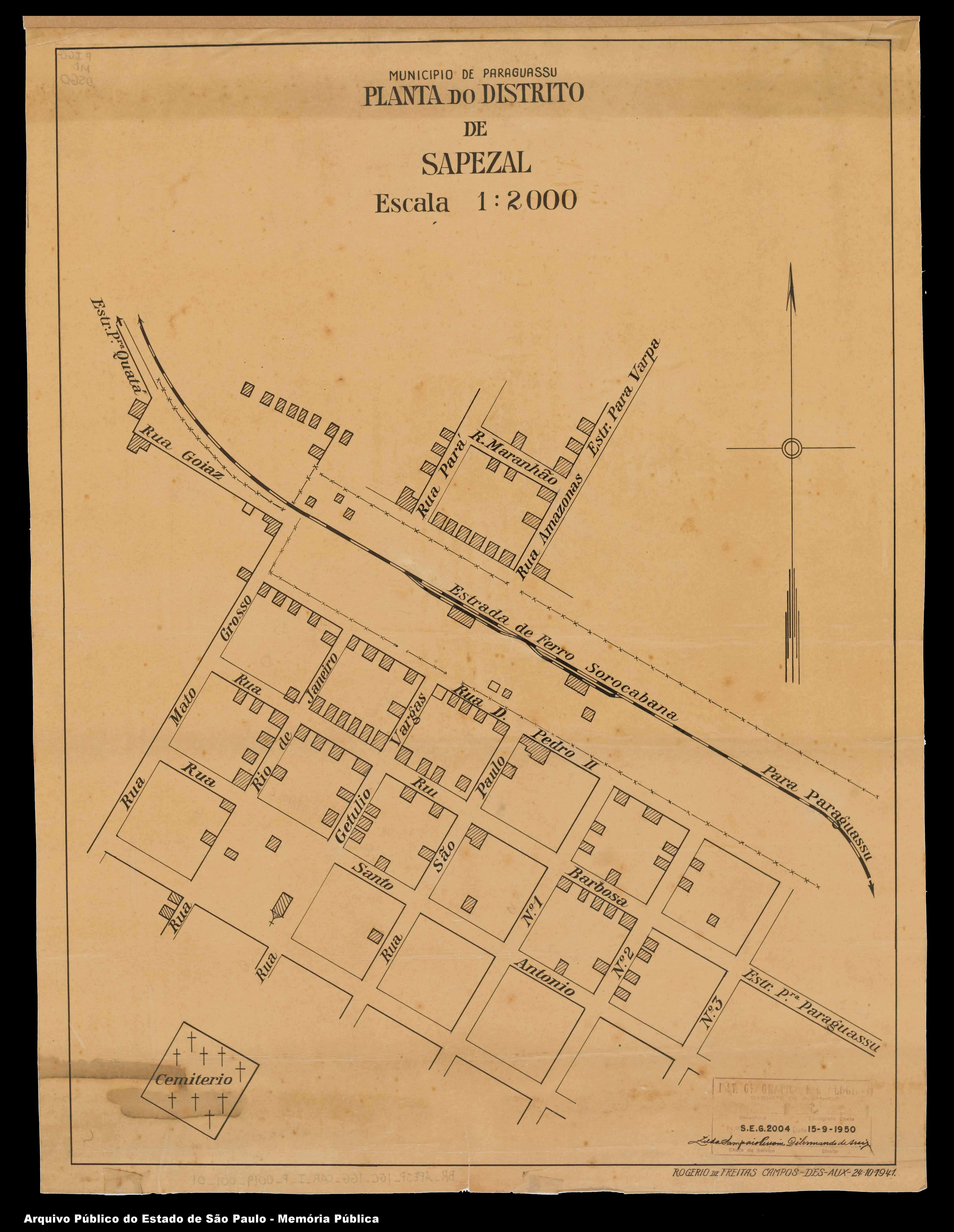
Planta da área urbana original.

Em 1929, a então vila de Sapezal ganhou luz elétrica. Quem providenciou isto foi a empresa de José Giorgi, cidadão com muita influência em toda a região.
Entre 1923 e 1933 foi distrito do município de Conceição de Monte Alegre, até que a sede do município foi transferida para Sapezal, mas o município não durou muito, e acabou sendo extinto definitivamente em 1938.

### Formação administrativa
- Distrito Policial de Sapezal criado em 14/03/1922 no município de Conceição de Monte Alegre[6].
- Lei nº 1.939 de 11/12/1923 - Cria o distrito de Sapezal no município de Conceição de Monte Alegre[7].
- Decreto nº 6.059 de 19/08/1933 - Transfere a sede do município de Conceição de Monte Alegre para o distrito de Sapezal, passando este a condição de município, mas com a mesma denominação de Conceição de Monte Alegre[8].
- O Decreto nº 6.873 de 17/12/1934 altera a denominação do município para Sapezal[9].
- O Decreto n° 9.775 de 30/11/1938 reconduz o município à condição de distrito, sendo incorporado ao município de Paraguaçu Paulista[10].

## Geografia

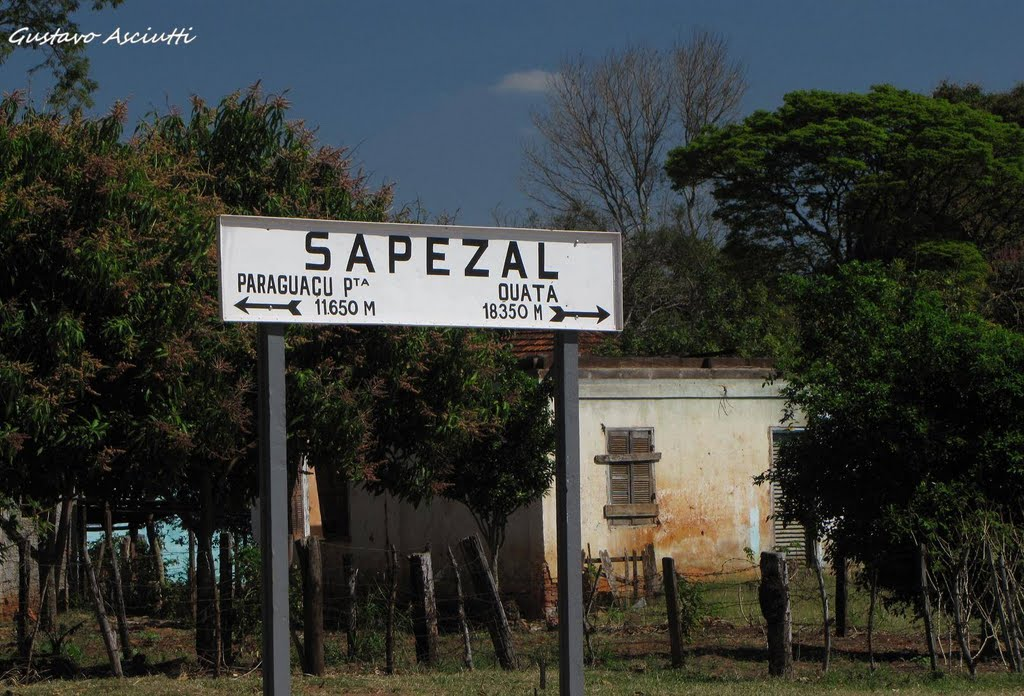
Placa de identificação na estação ferroviária.

### Demografia

#### População urbana
| Crescimento população urbana | Crescimento população urbana | Crescimento população urbana | Crescimento população urbana |
| Censo                        | Pop.                         |                              | %±                           |
| ---------------------------- | ---------------------------- | ---------------------------- | ---------------------------- |
| 1934                         | 358                          |                              |                              |
| 1940                         | 429                          |                              | 19,8%                        |
| 1950                         | 587                          |                              | 36,8%                        |
| 1960                         | 387                          |                              | −34,1%                       |
| 1970                         | 290                          |                              | −25,1%                       |
| 1980                         | 163                          |                              | −43,8%                       |
| 1991                         | 164                          |                              | 0,6%                         |
| 2000                         | 123                          |                              | −25,0%                       |
| 2010                         | 100                          |                              | −18,7%                       |
| Fonte: IBGE e Fundação SEADE |                              |                              |                              |

#### População total
Pelo Censo 2010 (IBGE) a população total do distrito era de 1 673 habitantes.

### Área territorial
A área territorial do distrito é de 142,855 km².

### Rodovias
O principal acesso ao distrito é a Rodovia Prefeito José Gagliardi (SP-284).

### Ferrovias
Linha Tronco (Estrada de Ferro Sorocabana), estando a ferrovia atualmente desativada, sob concessão da Rumo Malha Sul.

## Serviços públicos

### Registro civil
Atualmente é feito no próprio distrito, pois o Cartório de Registro Civil das Pessoas Naturais ainda continua ativo.

### Saneamento
O serviço de abastecimento de água é feito pela Companhia de Saneamento Básico do Estado de São Paulo (SABESP).

### Energia
A responsável pelo abastecimento de energia elétrica é a Energisa Sul-Sudeste, antiga Vale Paranapanema (distribuidora do grupo Rede Energia).

## Atrações turísticas

### Trem Turístico e Cultural Moita Bonita

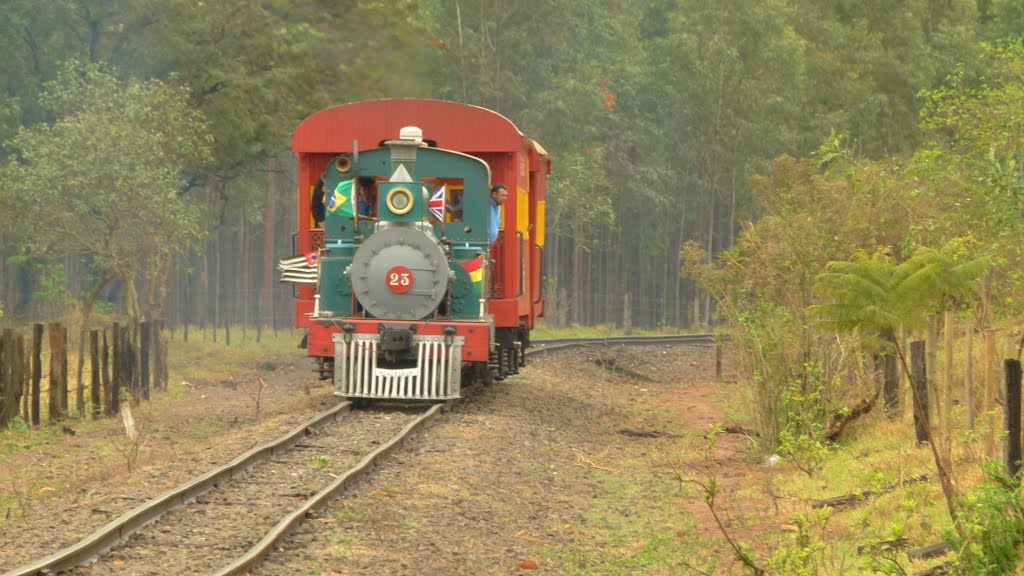
Trem Moita Bonita.

O passeio com o Trem Turístico e Cultural Moita Bonita é uma viagem nostálgica, relembrando os tempos dos pioneiros que através da Estrada de Ferro Sorocabana fizeram surgir diversas cidades na região.
Durante a viagem os passageiros são acompanhados por dois monitores que passam informações sobre a locomotiva a vapor, sobre a Estrada de Ferro Sorocabana e sobre o distrito de Sapezal, ao som de músicas de raiz sertanejas.

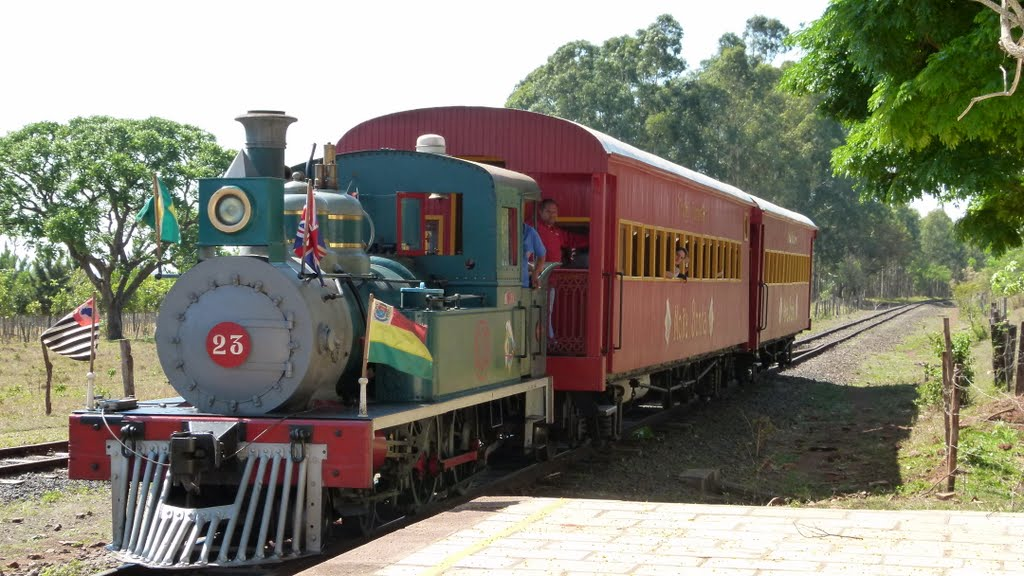
Composição chegando na estação ferroviária de Sapezal.

Chegando na Estação Ferroviária de Sapezal todos apreciam a manobra da locomotiva que entra no virador existente próximo a estação para se posicionar no lado oposto da composição para seu retorno. Os turistas também podem visitar o Memorial “Irmãs Galvão”.
O tempo de permanência em Sapezal é de quarenta minutos, após isso, os passageiros embarcam novamente para o retorno à Paraguaçu Paulista.

### Memorial Irmãs Galvão
Moradores de Sapezal fizeram uma justa homenagem a duas irmãs que iniciaram a carreira de cantoras no distrito, construindo um museu que conta um pouco da história das Irmãs Galvão, dupla sertaneja com mais tempo em atividade no país.
O Memorial Irmãs Galvão foi inaugurado em 2013 e está instalado na casa onde residia o telegrafista da antiga FEPASA, ao lado da Estação Ferroviária.
No local está disponível um acervo com dados sobre a dupla, além de fotos, objetos, homenagens, discos, troféus e instrumentos musicais que retratam a vida e carreira das artistas que há mais de 60 anos representam a cultura brasileira através da música caipira.

## Religião

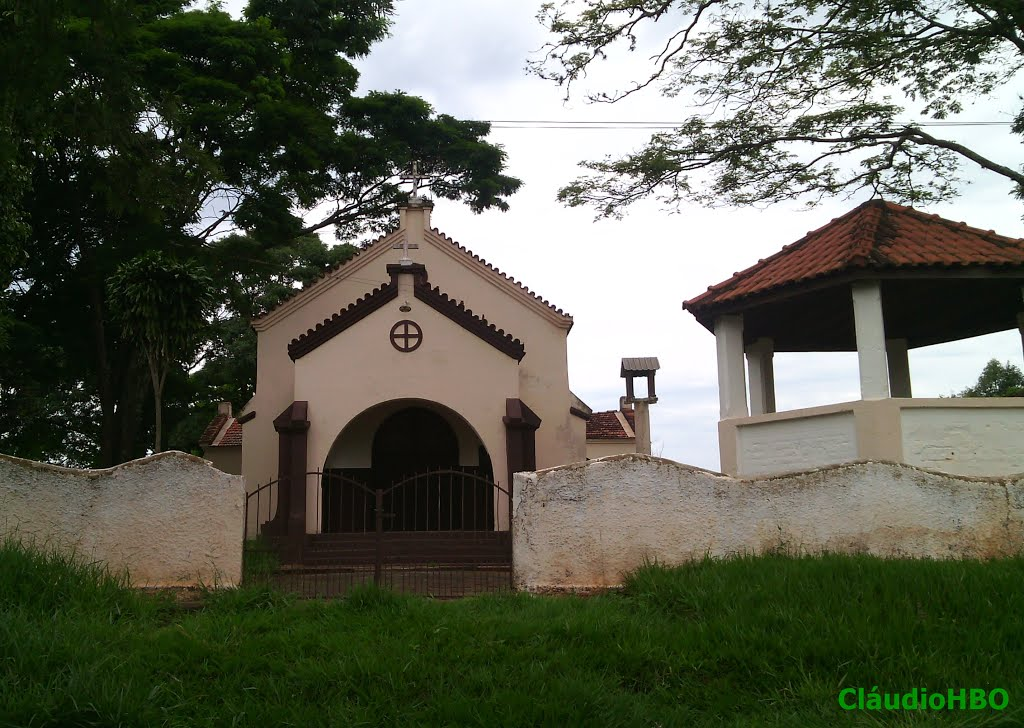
Igreja.

O Cristianismo se faz presente no distrito da seguinte forma:

### Igreja Católica
- A igreja faz parte da Diocese de Assis[27].